# Frans Krajcberg
Frans Krajcberg (12. května 1921, Kozienice Polsko – 15. listopadu 2017, Rio de Janeiro, Brazílie) byl brazilský sochař, malíř, spisovatel a fotograf polského původu.

## Život a dílo
Narodil se v rodině asimilovaných Židů, jeho rodiče byli zapojeni do levicových aktivit. Po vypuknutí druhé světové války zamířil do oblastí obsazené Sověty a narukoval do Rudé armády. V roce 1940 odešel do zálohy a začal studovat architekturu v Leningradu. Studium však musel přerušit v roce 1941 po vypuknutí Velké vlastenecké války. Dobrovolně narukoval do armády, kde byl začleněn do brigády ženistů. Během pochodu polské armády zůstal v Sovětském svazu a připojil se k Polské lidové armádě. Po válce se dozvěděl, že nikdo z jeho rodiny nepřežil. Na základě toho se rozhodl, že se do Polska už nevrátí. Vstoupil na Akademii výtvarných umění v Stuttgartu a pokračoval ve studiu pod vedením architekta Williho Baumeistera. Po promoci v roce 1948 se přestěhoval do Paříže, kde krátce žil. Během tohoto období hodně cestoval, navštívil Ibizu a Brazílii, kde se rozhodl usadit. V roce 1951 se podílel na mezinárodním výtvarném bienále v São Paulo. V té době žil dočasně v jeskyni Pico da Cata Branca v regionu Itabirito v Minas Gerais. Tam se věnoval sochařství z přírodního kamene. Na krátko se odstěhoval do Parany, kde žil v lese a věnoval se malbě přírody. V roce 1956 se usadil v Rio de Janeiru, kde sdílel studio sochaře Franze Weissmanna. V roce 1957 získal brazilské občanství. Od roku 1958 žil v Rio de Janeiru, Paříži i na Ibize. V té době vytvořil olejomalby a kvaše na papíru a na kamenu, pro což si tuto techniku vypůjčil od japonského umění. Také na ostrově Ibiza v roce 1959 začal pracovat na díle Terra craqueladas (Popraskaná země), což byl monochromatický reliéf zdobený přírodními pigmenty. V roce 1964 se vrátil do Brazílie a v Cata Blanca si založil vlastní ateliér. Začal vytvářet sochy a věnovat se řezbářství s využitím široké škály přírodních barev.
Často cestoval do Amazonie a Mato Grosso, kde fotografoval zničení amazonského pralesa odlesňováním a organizovaným pálením. Začal ve své tvorbě používat ohořelé stromy, v roce 1980 vytvořil sérii s názvem Africa. Celá jeho práce je známá využíváním přírodních prvků, aniž by poškozoval přírodu a také respektem k životnímu prostředí. 
Celá jeho práce je ztělesněním ideálů umělce, který se rozhodl žít v souladu s přírodou, ukázat krásu přírody a úcty versus ničivé účinky lidské činnosti.

## Galerie

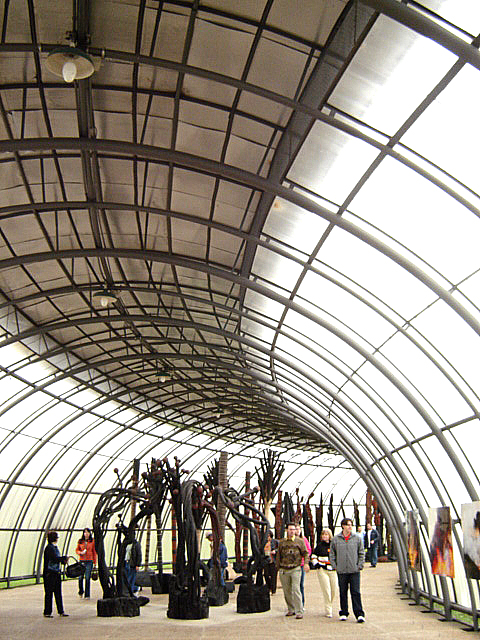
Výstava, botanická zahrada Jardim Botânico de Curitiba, Rua Ostoja Roguski, Brazílie, 2005
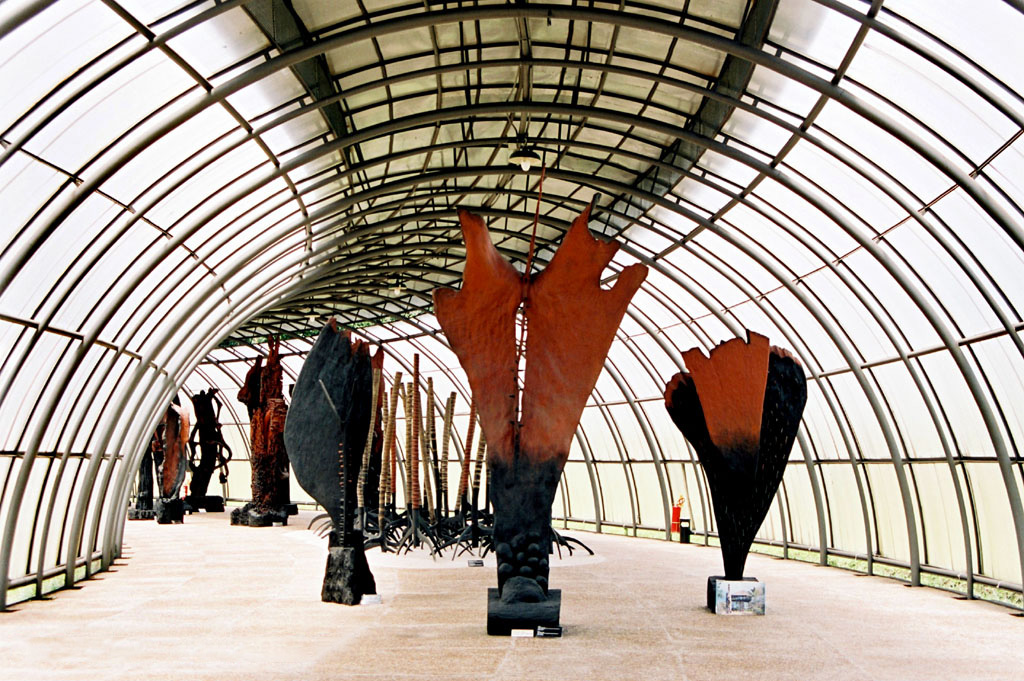
Przestrzeń / Prostor
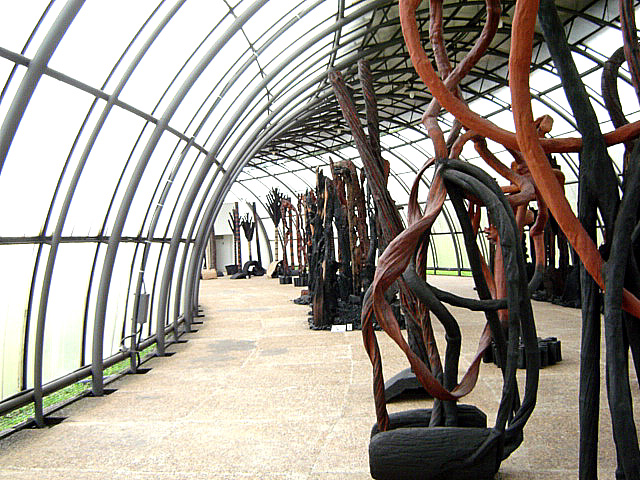
Ogród botaniczny / Botanická zahrada
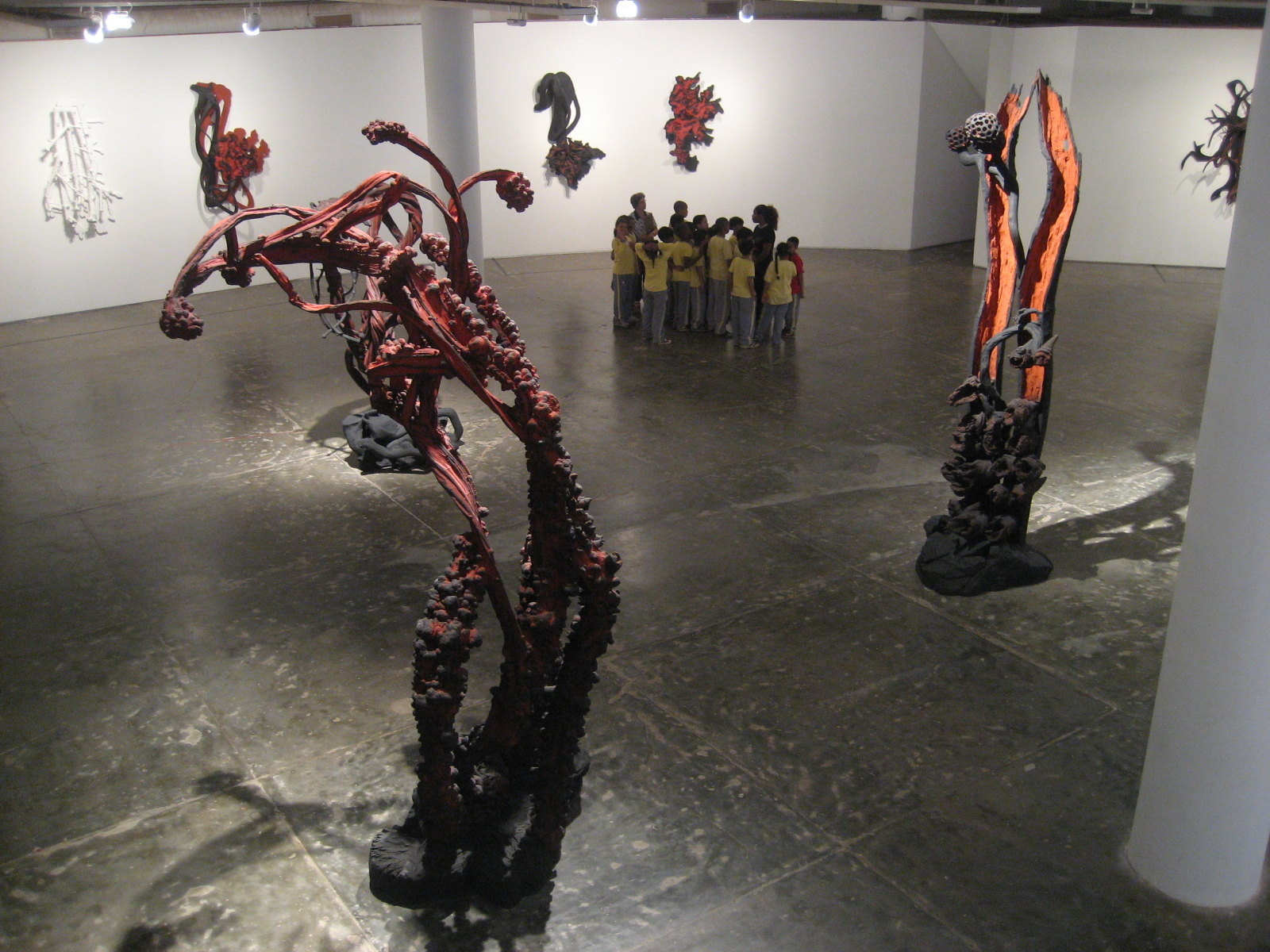
Natura